# Temple mormon de Reno
Le temple mormon de Reno est un temple de l’Église de Jésus-Christ des saints des derniers jours situé à Reno, dans l’État du Nevada, aux États-Unis. Il a été inauguré le 23 avril 2000.